# Torneo Competencia 1947
Het Torneo Competencia 1947 was de negende editie van deze Uruguayaanse voetbalcompetitie. Het toernooi stond enkel open voor clubs uit de Primera División. Titelhouder CA Peñarol won al hun wedstrijden en verdedigde zo met succes hun titel.

## Teams
Aan het Torneo Competencia deden enkel ploegen mee die dat jaar speelden in de Primera División. In 1947 waren dat onderstaande ploegen, die allen uit Montevideo afkomstig waren. CA Cerro deed voor het eerst mee; de vorige keer dat ze op het hoogste niveau actief waren bestond het Torneo Competencia nog niet. Het gedegradeerde CA Progreso nam dit seizoen geen deel.
| Clubs        | Clubs                     |
| ------------ | ------------------------- |
| Central FC   | Montevideo Wanderers FC   |
| CA Cerro     | Club Nacional de Football |
| CA Defensor  | CA Peñarol                |
| Liverpool FC | Rampla Juniors FC         |
| CS Miramar   | CA River Plate            |

## Toernooi-opzet
Het Torneo Competencia werd gespeeld voorafgaand aan de Primera División. De tien deelnemende clubs speelden een halve competitie tegen elkaar en de ploeg die de meeste punten behaalde werd eindwinnaar. De behaalde resultaten telden ook mee voor het Torneo de Honor 1947. Het toernooi was een Copa de la Liga; een officieel toernooi, georganiseerd door de Uruguayaanse voetbalbond (AUF).

## Toernooiverloop
Titelverdediger CA Peñarol won de eerste wedstrijd van deze editie met 8–1 van Montevideo Wanderers FC. Rivaal en regerend landskampioen Club Nacional de Football verloor echter hun eerste wedstrijd. Rampla Juniors FC en Central FC speelden 2–2, maar omdat Central een niet-speelgerechtigde speler had opgesteld, werd de overwinning toegekend aan Rampla Juniors.
Na twee speelrondes hadden enkel CA Defensor en Peñarol de maximale score en zij stonden tijdens de derde speelronde tegenover elkaar. Deze wedstrijd won Peñarol met 3–1, waardoor ze nu alleen aan de leiding gingen. Ook de vierde wedstrijd, tegen promovendus CA Cerro, leverde een zege op voor de Aurinegros. De tweede plek was voor CA River Plate, dat die speelronde van Nacional had gewonnen. Nacional zelf had op dat moment nog maar één overwinning geboekt en stond in het rechterrijtje.
Peñarol verstevigde de leiding na vijf duels, doordat ze CS Miramar versloegen, terwijl River Plate gelijkspeelde tegen Central. Montevideo Wanderers was opgeklommen naar de derde plek. In een onderlinge wedstrijd versloeg Peñarol vervolgens River Plate met 2–1. Het winnende Wanderers steeg hierdoor naar plek twee. Nacional had de laatste twee speelrondes wel weten te winnen en stond op een gedeelde derde plaats. Peñarol kon tijdens de zevende speelronde het toernooi al winnen, als ze zelf zouden winnen en Wanderers niet kon winnen van Nacional. Dit gebeurde inderdaad: de titelverdediger versloeg Liverpool FC met 2–0 en Nacional zegevierde tegen Montevideo Wanderers. Hierdoor behaalde Peñarol voor de vijfde maal de eindwinst in het Torneo Competencia.
Omdat de resultaten ook meetelden voor het Torneo de Honor gingen de laatste twee speelrondes wel nog ergens om. Peñarol won tijdens de achtste ronde de Superclásico tegen rivaal Nacional (1–0). Ook het slotduel tegen Rampla Juniors wonnen ze, waarmee Peñarol de eerste ploeg werd die het Torneo Competencia in deze vorm wist af te sluiten met de maximale score. Nacional verloor na de nederlaag tegen Peñarol ook hun slotduel tegen Central. Hierdoor eindigden ze op de vijfde plek, hun slechtste klassering in het Torneo Competencia tot dan toe. Ook het aantal verliespartijen in dit toernooi (vier) was een negatief record voor Nacional. Daarentegen deden Defensor, Montevideo Wanderers en River Plate het beter; zij eindigden op plek twee, drie en vier. Voor Defensor en River Plate was dit hun beste resultaat in het Torneo Competencia tot dan toe. De rode lantaarn was voor Miramar, dat tweemaal gelijk speelde en de rest verloor.

### Eindstand
|     | Club                      | Sp. | W | G | V | Pnt. | DV | DT | DS  |
| --- | ------------------------- | --- | - | - | - | ---- | -- | -- | --- |
| 1.  | CA Peñarol                | 9   | 9 | 0 | 0 | 18   | 30 | 6  | +24 |
| 2.  | CA Defensor               | 9   | 5 | 2 | 2 | 12   | 14 | 13 | +1  |
| 3.  | Montevideo Wanderers FC   | 9   | 4 | 3 | 2 | 11   | 20 | 20 | 0   |
| 4.  | CA River Plate            | 9   | 4 | 2 | 3 | 10   | 21 | 15 | +6  |
| 5.  | Club Nacional de Football | 9   | 4 | 1 | 4 | 9    | 22 | 20 | +2  |
| 6.  | Liverpool FC              | 9   | 4 | 0 | 5 | 8    | 13 | 14 | –1  |
| 7.  | Rampla Juniors FC         | 9   | 3 | 2 | 4 | 8    | 12 | 16 | –4  |
| 8.  | Central FC                | 9   | 2 | 2 | 5 | 6    | 14 | 18 | –4  |
| 9.  | CA Cerro                  | 9   | 2 | 2 | 5 | 6    | 15 | 20 | –5  |
| 10. | CS Miramar                | 9   | 0 | 2 | 7 | 2    | 9  | 28 | –19 |

| Winnaar Torneo Competencia 1947 |
| ------------------------------- |
| CA Peñarol 5e titel             |

1934 ·
1936 ·
1941 ·
1942 ·
1943 ·
1944 ·
1945 ·
1946 ·
1947 ·
1948 ·
1949 ·
1950 ·
1951 ·
1952 ·
1953 ·
1955 ·
1956 ·
1957 ·
1958 ·
1959 ·
1961 ·
1962 ·
1963 ·
1964 ·
1967 ·
1985 ·
1986 ·
1987 ·
1988 ·
1989 ·
1990